# Ge-Chi jezici
Ge-Chi jezici (privatni kid: geci; isto i Lati-Kelao), podskupina od (5) ili (6) kadai jezika koji se govore u Vijetnamu i Kini. Prema jednoj klasifikaciji predstavnici su bijeli gelao [giw], 20 (2002 J. Edmondson); bijeli lachi [lwh], 1.602 (Min Liang 1990); crveni gelao [gir], 20; lachi [lbt], 7,860 (1990 popis); zeleni gelao [giq], 300 (2002 J. Edmondson).
Jezik gelao [gio], 3.000 (1999 L. Jinfang), čini zasebnu podskupinu Ge-Yang, i ne pripada joj.

## Vanjske poveznice
- Ethnologue (14th)